# Adam Kinzinger
Adam Daniel Kinzinger (Kankakee, Illinois, 27 de febrero de 1978) es un político estadounidense perteneciente al Partido Republicano. Representó al estado de Illinois en la Cámara de Representantes de Estados Unidos, entre 2011 y 2023.

## Carrera
Adam Kinzinger asistió a la escuela secundaria Normal West hasta 1996 y luego estudió en la Universidad Estatal de Illinois en Bloomington hasta 2000. Entre 2003 y 2010 fue piloto de la Fuerza Aérea de Estados Unidos. Estuvo destinado en Irak y Afganistán, entre otros.
Kinzinger comenzó su carrera política en el Consejo del Condado de McLean, del cual fue miembro desde 1998 hasta 2003.
En las elecciones de noviembre de 2010, Kinzinger fue elegido miembro de la Cámara de Representantes de Estados Unidos en Washington D. C., en el undécimo distrito electoral del Congreso de Illinois. En enero de 2011 sucedió a la demócrata Debbie Halvorson, previamente derrotada. En el Congreso, es miembro del Comité de Energía y Comercio y de dos subcomités. Dentro del partido, es miembro tanto del Comité de Estudio Republicano, de corte conservador, como del más moderado Republican Main Street Partnership.
En el período previo a las elecciones al Congreso de 2012, Kinzinger prevaleció contra su colega en el Congreso Donald Manzullo en las primarias. Ambos solicitaron después de una reestructuración de los distritos electorales en el siglo XVI. Distrito para reelección. En la elección actual, Kinzinger prevaleció claramente con 62 a 38 por ciento de los votos contra la demócrata Wanda Rohl. Después de cuatro reelecciones en lo que va de 2014, 2016, 2018 y 2020, puede seguir ejerciendo su cargo hoy.
El 29 de octubre de 2021, Kinzinger anunció que no se postularía para el Congreso en 2022.

## Posicionamientos
El día siguiente al asalto al Capitolio de los Estados Unidos de 2021 Kinzinger fue el primer congresista del partido Republicano en apoyar la aplicación de la Vigesimoquinta Enmienda a la Constitución de los Estados Unidos de la Constitución de los Estados Unidos para retirar a Donald Trump del cargo de Presidente por no ser apto para el mismo a 2 semanas de que su sucesor, Joe Biden, ocupara su puesto.